# Junonia tristis
Junonia tristis är en fjärilsart som beskrevs av William Henry Miskin 1891. Junonia tristis ingår i släktet Junonia och familjen praktfjärilar. Inga underarter finns listade i Catalogue of Life.